# Twin Valley
Twin Valley est une ville dans le comté de Norman dans l'État du Minnesota aux États-Unis. Elle est située au bord de la Wild Rice River (en).

## Géographie
Selon le bureau du recensement des États-Unis la ville s'étend sur 2,25 km2.

## Démographie
D'après les chiffres obtenus lors du recensement de 2010, la ville est peuplée de 821 personnes. La densité de population est de 364,4 habitants par kilomètre carré. La population de la ville est composée à 94,4 % de blanc, à 3,2 % d'amérindiens, et à 1,7 % de personnes d'autres origines.
| 1900 | 1910 | 1920 | 1930 | 1940 |
| ---- | ---- | ---- | ---- | ---- |
| 356  | 543  | 676  | 657  | 844  |

| 1950 | 1960 | 1970 | 1980 | 1990 |
| ---- | ---- | ---- | ---- | ---- |
| 899  | 841  | 868  | 907  | 821  |

| 2000 | 2010 | - | - | - |
| ---- | ---- | - | - | - |
| 865  | 821  | - | - | - |